# کبوتری ناگهان
کبوتری ناگهان نمایشنامه‌ای است نوشته محمد چرمشیر که در سال ۱۳۸۴ توسط انتشارات نیلا چاپ شده‌است، و بارها در سالن‌های تئاتر، در شهرهای مختلف به اجرا رفته‌است. چرمشیر در این نمایش‌نامه با رجوع رؤیاگونه به جهان زمانه اندرونی، عمارتی قجری، تلخی شاعرانه سرنوشت زنان در تنگنا، روابط و مناسبات انسانی را به‌تصویر می‌کشد؛ زنی نابارور درمی‌یابد رقیب بارورش نیز سهمی از اختیار و انتخاب ندارد.

## اجرا
کبوتری ناگهان از جمله آثار محمد چرمشیر به‌عنوان یکی از نمایشنامه‌نویسان با سابقه و مطرح تئاتر ایران است که دربارهٔ حسرت‌ها، حرمان، ترس، آرزوها و تسلیم‌های زنانی است که یک قرن پیش از این زیسته‌اند. این نمایشنامه در زمان اولین اجرای خود با بازخورد قابل توجه مخاطبان و منتقدان تئاتری مواجه شد و توانست در کشور آلمان نیز اجرا شود. اجرای این اثر با حضور شبنم مقدمی، نگار عابدی، مریم معینی، ندا مقصودی، مریم سرمدی، آتیه جاوید، عاطفه نوری و نسرین درخشان‌زاده همراه بود، که نقش‌آفرینی این بازیگران نیز بازخورد خوبی از سوی منتقدان و مخاطبان تئاتر داشت.

## خلاصه
در خلاصه داستان نمایشنامه کبوتری ناگهان، که روایت حال و روز زنان اندرونی در خانه‌ای قجری است خانم خانه به نام نزهت جهان نمی‌تواند برای فروع حشام فرزندی به‌دنیا بیاورد. از این رو شوهرش زن دیگری به نام صنم رشتی اختیار کرده و دده‌های خانه درصدد این هستند که این مسئله را به یک طریقی به او بگویند و…

بخشی از نمایش‌نامه: 
خانم جان خوف دارم از این ساکت شدن همه چیز در این باغ. التهابی می‌اندازد به دلم ساکت شدن این باغ میان بارش باران خاطرم متصل می‌رود به شومی آن روز که داشتم. آن روز هم سکوتی غریب داشت این باغ میان بارش باران. من این‌جا بودم. نشسته بودم پای همین رازقی‌ها. آقا جانت ایستاده بود میان همین پنج دری. گفتم آقا، قدری امان بدهید به خودتان. این سرداری را از تنتان بگذارید. راحت باشید به راحتی این خانه گفت خانم‌جان دلم می‌رود برای راحتی این خانه. اما رفتن که خبر نمی‌کند کوبه در را که زدند، چیزی در دل آسمان…